# Curtara albororata
Curtara albororata är en insektsart som beskrevs av Fowler 1930. Curtara albororata ingår i släktet Curtara och familjen dvärgstritar. Inga underarter finns listade i Catalogue of Life.